# Rechmial Miller
Rechmial Miller (ur. 27 czerwca 1998) – brytyjski lekkoatleta specjalizujący się w biegach sprinterskich.
Brązowy medalista mistrzostw świata juniorów młodszych w biegu na 100 metrów (2015). W tym samym roku został wicemistrzem igrzysk Wspólnoty Narodów młodzieży w Apii.

## Osiągnięcia
| Rok  | Impreza                               | Miejsce   | Konkurencja        | Lokata     | Wynik |
| ---- | ------------------------------------- | --------- | ------------------ | ---------- | ----- |
| 2015 | Mistrzostwa świata juniorów młodszych | Cali      | bieg na 100 metrów | 3. miejsce | 10,59 |
| 2015 | Igrzyska Wspólnoty Narodów młodzieży  | Apia      | bieg na 100 metrów | 2. miejsce | 10,39 |
| 2016 | Mistrzostwa świata juniorów           | Bydgoszcz | bieg na 100 metrów | 8. miejsce | 16,18 |

## Rekordy życiowe
- Bieg na 60 metrów (hala) – 6,76 (2016)
- Bieg na 100 metrów – 10,33 (2017)